# Halophiloscia tyrrhena
Halophiloscia tyrrhena är en kräftdjursart som beskrevs av Karl Wilhelm Verhoeff1928. Halophiloscia tyrrhena ingår i släktet Halophiloscia och familjen Halophilosciidae. Inga underarter finns listade i Catalogue of Life.